# Trstenik, Pelješac
Trstenik je naselje in pristanišče na Hrvaškem. Leži na jugozahodni obali polotoka Pelješac v severnem delu zaliva Žuljana. Upravno spada v občino Orebić. Registrska oznaka plovil je TT.
K Trsteniku sta priključena še zaselka Gornje Selo in Dolnje Selo. Večji del Trstenika leži ob morski obali, medtem ko sta oba zaselka bolj odaljena od obale. Plaže v samem naselju in v bližnjih zalivčkih so obdane z borovimi gozdički in primernie za kopanje. Trstenik je z cesto povezan z ostalimi večjimi kraji na polotoku, in leži na pol poti med Stonom in Orebićem.

## Demografija
| Pregled števila prebivalcev po letih | Pregled števila prebivalcev po letih | Pregled števila prebivalcev po letih | Pregled števila prebivalcev po letih | Pregled števila prebivalcev po letih | Pregled števila prebivalcev po letih | Pregled števila prebivalcev po letih | Pregled števila prebivalcev po letih | Pregled števila prebivalcev po letih | Pregled števila prebivalcev po letih | Pregled števila prebivalcev po letih | Pregled števila prebivalcev po letih | Pregled števila prebivalcev po letih | Pregled števila prebivalcev po letih | Pregled števila prebivalcev po letih |
| ------------------------------------ | ------------------------------------ | ------------------------------------ | ------------------------------------ | ------------------------------------ | ------------------------------------ | ------------------------------------ | ------------------------------------ | ------------------------------------ | ------------------------------------ | ------------------------------------ | ------------------------------------ | ------------------------------------ | ------------------------------------ | ------------------------------------ |
| 1857                                 | 1869                                 | 1880                                 | 1890                                 | 1900                                 | 1910                                 | 1921                                 | 1931                                 | 1948                                 | 1953                                 | 1961                                 | 1971                                 | 1981                                 | 1991                                 | 2001                                 |
| 226                                  | 253                                  | 260                                  | 221                                  | 243                                  | 228                                  | 228                                  | 241                                  | 184                                  | 169                                  | 160                                  | 147                                  | 118                                  | 106                                  | 97                                   |